# Máta peprná
Máta peprná (Mentha piperita nebo Mentha × piperita, anglicky peppermint) je vytrvalá bylina z čeledi hluchavkovité (Lamiaceae), rodu máta (Mentha). Kvete od července do září. Je to přirozený hybrid máty vodní a máty klasnaté (Mentha aquatica × Mentha spicata). Pravděpodobně pochází ze západní Evropy, konkrétně z Anglie, ale dnes už se pěstuje v mírných pásech celého světa. Je známa pod lidovými názvy pepřová máta, balšám, větrová bylina, větrové koření, fefrminc, peprmint a podobně.

## Popis rostliny
Oddenek máty peprné má podzemní výběžky, lodyha je přímá, čtyřhranná, slabě ochlupená nebo lysá a nahoře se větví.

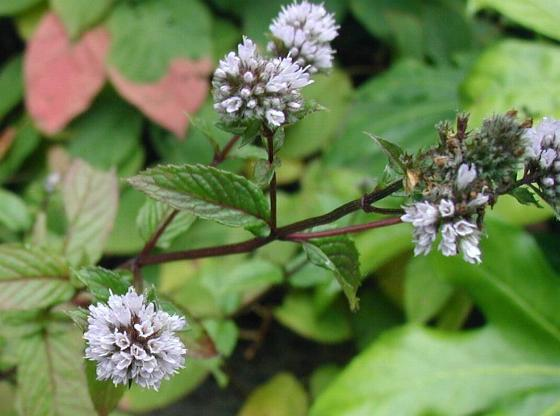
Máta peprná

 Nese řapíkaté listy s kopinatou až vejčitou čepelí. Květy mohou být růžové až nafialovělé a jsou uspořádány v hustých lichopřeslenech. Rostliny dorůstají padesáti až osmdesáti centimetrů.

## Výskyt
Máta peprná málokdy roste volně v přírodě. Především se jí daří na vlhkých nevápnitých půdách v polostínu, ale může se vyskytovat i na sušších a slunných místech. Ze semen obvykle nevyrostou životaschopné rostliny, nejlépe se rozmnožuje dělením trsů, řízky nebo oddenky, většinou na jaře nebo na podzim. Pro svůj růst potřebuje hodně prostoru, a proto se nejčastěji pěstuje v květináčích, aby nezastínila ostatní rostliny. Jakmile se rozroste, už nepotřebuje téměř žádnou péči.

## Sklizeň
Čerstvé listy můžeme trhat celé léto. Nať se stříhá těsně před květem, nejlépe v poledních hodinách, protože tehdy obsahuje nejvíc silic. Za vhodného letního počasí tato rostlina dorůstá a může se sklízet podruhé. Při umělém sušení nesmí teplota přesáhnout 35 stupňů Celsia, protože poté se silice ztrácí. Sušenou mátu je potřeba skladovat ve vzduchotěsné nádobě, aby nezvlhla a neztratila své aroma.

## Použití

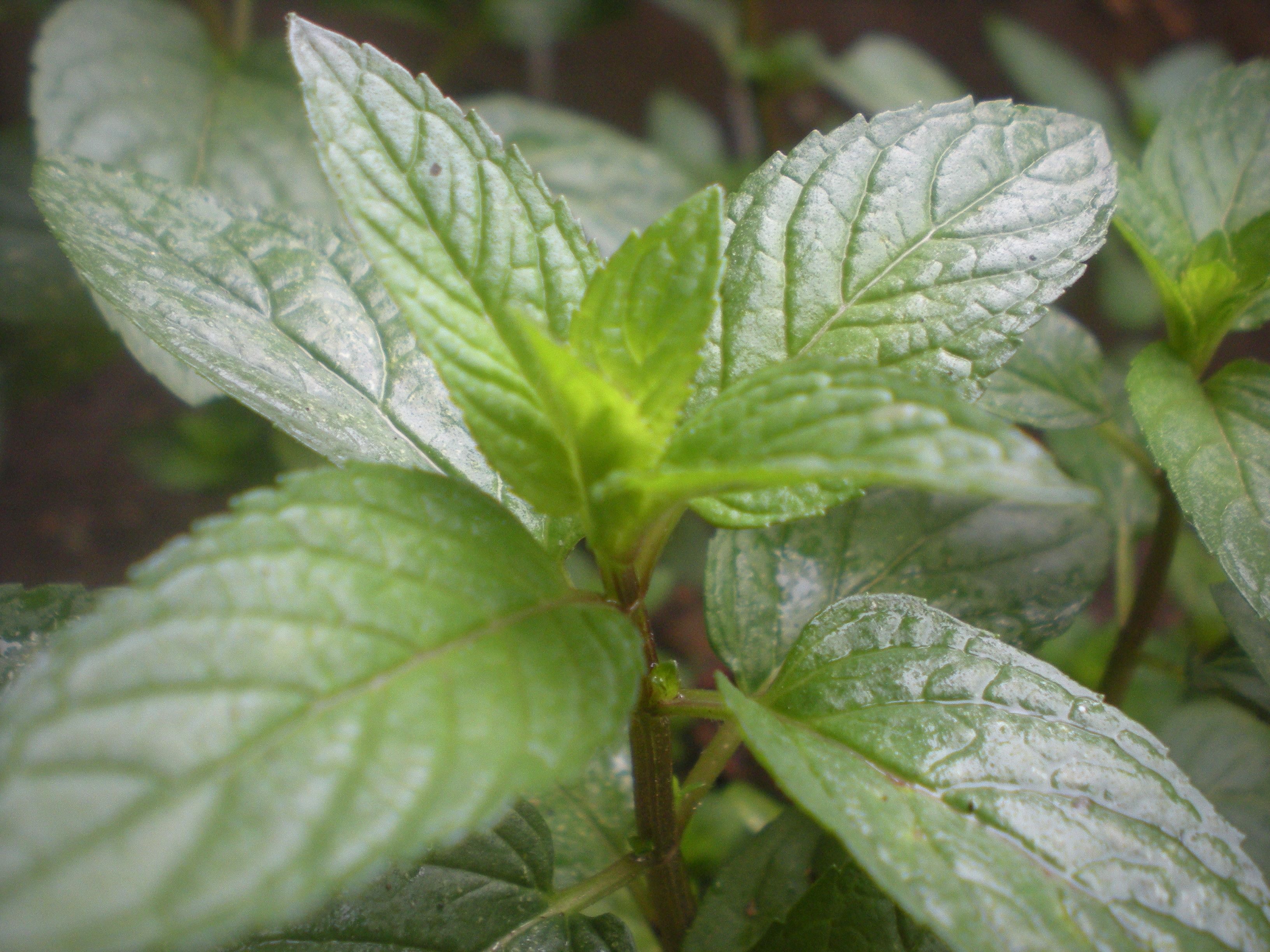
Máta peprná

### Význam v léčitelství
Listy máty obsahují silici (1 až 2 %) s hlavními složkami mentolem (asi 50 %) a menthonem (asi 10 %). Dále máta obsahuje menthofuran, piperiton, třísloviny, hořčiny, flavonoidy, menthyl-acetát a dalších asi 40 látek.
Tyto látky mají blahodárné účinky na činnost trávicího ústrojí. Máta pomáhá odstraňovat křeče, povzbuzuje vylučování trávicích šťáv, působí protizánětlivě a proti nadýmání. Též podporuje funkci přídatných orgánů – jater, slinivky břišní a žlučníku. Inhalace máty pomáhá při zánětech dýchacích cest. Podstata působení mentolu spočívá ve snižování napětí hladkého svalstva. Snižování tlaku ve vnitřních orgánech zabraňuje a předchází bolestem. Mentol vyvolává také pocit chladu a znecitlivuje, proto se ztrácí nepříjemné pocity jako je například svědění. Při nechutenství se podává mátový čaj, máta působí i proti nespavosti, stresu a bolestem hlavy.

### Potravinářství
Čerstvé listy se používají do omáček, moučníků, nápojů a salátů. Máta je jednou z ingrediencí do oblíbeného míchaného nápoje Mojito.
Používá se i k výrobě alkoholického nápoje, známého jako „peprmintka“ nebo „zelená“. Ze sušených listů a vrcholků stonků před rozkvětem se louhuje čaj, také se využívají při přípravě jehněčího masa či zeleniny. Mentol se přidává také do ústních vod a zubních past, žvýkaček, mentolových bonbonů a masážních gelů. Poslední dobou je ale nahrazován mentolem uměle vyrobeným.
Díky snadnému křížení existuje mnoho druhů rodu máta. Kromě máty vodní a klasnaté patří mezi nejznámější například máta vonná, máta okrouhlolistá nebo máta rolní. Samotná máta peprná se může vyskytovat v mnoha kultivarech, například máta peprná pomerančová, bergamotová, čokoládová, švýcarská či dokonce s vůní kolínské vody.